# Motte Ickt
Die Motte Ickt, auch Ickter Hof genannt, ist eine abgegangene hochmittelalterliche Wallburg vom Typus einer Motte (Turmhügelburg) im Düsseldorfer Stadtteil Unterrath in Nordrhein-Westfalen.
Die Burg wurde in der zweiten Hälfte des 12. Jahrhunderts erbaut. Der Bergfried hatte eine Grundfläche von 9 mal 12 Metern. Im Mittelalter wurde das Gebiet, in dem die Motte lag, als „Ickter Mark“ bezeichnet. In einer Aufzeichnung aus dem 15. Jahrhundert wird das „Weistum der Ickter Mark“ beschrieben. Zu dieser Mark gehörte auch der aktuelle Stadtteil von Düsseldorf-Lichtenbroich. Von der ehemaligen Burganlage ist noch der Burghügel erhalten. Der Ickter Hof befand sich an dem ehemaligen Teil der Kartäuserstraße, der nun zum Düsseldorfer Flughafen gehört.